# 组织法
组织法（Organic laws）是指规定政府或商业机构组成的法律，例如政府组织法、法院组织法、公司法等，有时特指国家机关组织法。
组织法的内容通常包括三方面：1、组织的性质、地位；2、组织的职能、职权、职责；3、组织的活动原则、方式、程序等。
依據社會契約論，政府是由人民授權的，任何国家机关组织都要經過人民授權，而人民以選出國會代表的方式委託，國會代表再根據人民的意志以制定组织法律的方式，提供国家机关组织的法源，該国家机关组织就可以合法成立，否則就是“黑機關”。